# Serhij Tjernjavskyj
Serhij Tjernjavskyj, född den 2 april 1976, är en ukrainsk tävlingscyklist som tog OS-silver i lagförföljelsen vid olympiska sommarspelen 2000 i Sydney. 